# Torez Kulumbegov
Torez Georgjevič Kulumbegov (osetsky: Хъуылымбегты Торез; Qwelembêgte Torêž, gruzínsky: ტორეზ კულუმბეგოვი, rusky: Торез Георгиевич Кулумбегов; 2. září 1938, Cchinvali – 1. října 2006, Moskva) byl politický vůdce Jižní Osetie, bývalé sovětské autonomní oblasti, která se v roce 1990 jednostranně prohlásila republikou a v roce 1991 vyhlásila svojí nezávislost na Gruzii. Kulumbegov vládl jako předseda prezidia Nejvyšší rady Jižní Osetie, tj. hlava samozvané republiky, od prosince 1991 do září 1993. Před touto událostí byl od 29. ledna 1991 do ledna 1992 vězněn gruzínskou policií v Tbilisi.
Kulumbegov zemřel v Moskvě dne 1. října 2006 po vážné nemoci. Byl pohřben v Cchinvali.